# Савраюк, Анжелика Викторовна
Анжелика Викторовна Савраюк (укр. Анжеліка Вікторівна Савраюк, итал. Angelica Savrayuk; родилась 23 августа 1989 года во Львове) — итальянская гимнастка украинского происхождения, бронзовая призёрка летних Олимпийских игр 2012 года, четырёхкратная чемпионка мира. Представляла клубы «Петрарка Ареццо» и «Чентро Спортиво Аэронаутика Милитаре» (клуб ВВС Италии).

## Биография
Анжелика родилась 23 августа 1989 года во Львове, позже переехала в Луцк, однако родители рано развелись, и она с матерью вернулась в родной город. С шести лет посещала балетную студию, в семь лет пришла в секцию художественной гимнастики «Динамо» (тренер — Ольга Олеговна Кравченко). Мать уехала на заработки в Италию, а Анжелика проживала с бабушкой во Львове и занималась гимнастикой. Она собиралась попасть в школу Дерюгиных, чтобы выступать за сборную Украины, однако её долго не приглашали. В итоге в 2002 году, когда Анжелике было 13 лет, мама забрала её в Италию.
В Италии Анжелика проживала в Перудже, где изначально занималась гимнастикой, а затем перешла в школу города Ареццо (Тоскана), где стала проводить тренировки по три-четыре часа. Ещё через два года она перешла в клуб «Петрарка-Ареццо», продолжив параллельно заниматься в языковом лицее. На одном из соревнований к Анжелике подошла тренер сборной Италии Эммануэла Макарани и предложила девушке тренироваться у неё в групповых упражненияъ: та согласилась не сразу, поскольку всё ещё хотела выступать в индивидуальных соревнованиях. Позже, однако, Анжелика согласилась, начав тренировки в Центре олимпийской подготовки в Милане. Спустя три месяца она официально получила гражданство Италии.
В составе сборной Италии Анжелика становилась чемпионкой мира в групповом многоборье в 2009, 2010 и 2011 годах, а также выиграла упражнения с 3 обручами и 2 лентами на чемпионате мира 2009 года. В её активе также восемь серебряных медалей чемпионатов мира 2007, 2009, 2010 и 2011 годов и ещё пять медалей чемпионата Европы (две серебряные медали 2010 года и три бронзы — одна 2010 и две 2012 годов). Формально она также числилась во время карьеры офицером военно-воздушных сил Италии.
В 2008 году Анжелика дебютировала на Олимпийских играх в Пекине, выступив с командой Италии в групповых упражнениях: команда заняла 4-е место, выразив крайнее недовольство судейством, которое поставило итальянок ниже сборной Китая. Спустя четыре года сборная Италии всё же взяла бронзу: в одной команде с Анжеликой выступали Элиза Бланки, Ромина Лаурито, Марта Паньини, Элиза Сантони и Андрея Стефанеску. По мнению Анжелики, сборная не смогла добиться успеха отчасти из-за ошибок при выполнении упражнений и предвзятого судейства. За бронзовую медаль она получила 50 тысяч евро в качестве вознаграждения.
Согласно интервью 2013 года, Анжелика училась в Миланском университете и изучала международные отношения, рассчитывая работать в рекламном бизнесе; от продолжения карьеры в качестве тренера она отказалась. В 2015 году участвовала в гимнастическом шоу «Все звёзды» в Сеуле.
Замужем, воспитывает сына.

## Выступления на Олимпиадах
| Год  | Турнир    | Место  | Музыка                                         | Дисциплина           | Место в финале | Баллы в финале | Место в отборе | Баллы в отборе |
| ---- | --------- | ------ | ---------------------------------------------- | -------------------- | -------------- | -------------- | -------------- | -------------- |
| 2012 | Олимпиада | Лондон |                                                | Групповое многоборье | 3-е            | 55.450         | 2-е            | 55.800         |
| 2012 | Олимпиада | Лондон | Black Gold (Арман Амар)                        | 5 мячей              | 2-е            | 28.125         | 2-е            | 28.100         |
| 2012 | Олимпиада | Лондон | Увертюра (Вильгельм Телль) (Джоаккино Россини) | 3 ленты + 2 обруча   | 4-е            | 27.325         | 2-е            | 27.700         |

## Государственные награды
- Кавалер ордена «За заслуги перед Итальянской Республикой» (5 июня 2013) — по инициативе Президента Итальянской Республики[8]
- Знак «Золотой воротник» за спортивные заслуги[итал.] (18 апреля 2012) — чемпионка мира 2009 года в групповом многоборье[9]